# Porto Franco
Porto Franco este un oraș în unitatea federativă Maranhão (MA), Brazilia.